# Pierre de Decker
Pierre (Pieter) Jacques François de Decker (Dedecker), född den 25 januari 1812 i Zele, död den 4 januari 1891 i Bryssel, var en belgisk politiker.
de Decker uppfostrades av jesuiter, började sin politiska bana som journalist och satte tillsammans med Adolphe Dechamps upp den moderata katolska tidskriften Revue de Bruxelles 1837. Han blev medlem av representanternas kammare 1839 och utvecklade där en stor vältalighet och försökte förena friheten och de katolska idéerna, dock utan att ansluta sig till ultramontanerna. 30 mars 1855 blev han inrikesminister och chef för kabinettet (med senare terminologi premiärminister) samt sökte sitt stöd hos de moderata ur alla partier. Det mäktiga katolska partiet gjorde emellertid allt kraftigare angrepp på landets konstitutionella friheter och särskilt ultramontanerna mot undervisningsfriheten. de Decker gav efter hand delvis efter, vilket ledde till oroligheter år 1857 i landets alla städer och gav liberalerna segern vid valen till kammaren samma år. 
de Decker avgick 9 november 1857, och 1866 drog han sig helt tillbaka från politiken samt ägnade sig åt finansiella och industriella företag och blev bland annat administratör i den kontroversielle entreprenören André Langrand-Dumonceaus "kristliga bank". När denna gick omkull, blev de Decker av den klerikala regeringen under Jules d'Anethan utnämnd till guvernör i provinsen Limburg 1871, vilket orsakade stor upprördhet och orsakade ministärens fall. de Decker blev tvungen att begära avsked och förlorade största delen av sin förmögenhet.
de Decker var en framstående författare. Förutom tidningsartiklar och uppseendeväckande broschyrer, såsom Du pétitionnement en faveur de la langue flamande (1840), De l'influence du clergé en Belgique (1843), Quinze ans (1845; 7:e upplagan 1846) och L'esprit de parti et l'esprit national (5:e upplagan 1852), skrev han diktsamlingen Religion et amour (2 band, 1835-1836), Études historiques et critiques sur les monts-de-piété en Belgique (1844), som 1846 av honom plats i Belgiska akademien, De l'influence du libre arbitre de l’homme sur les faits sociaux (1848), Études politiques sur le vicomte Ch. Vilain XIIII (1879), Les missions catholiques (1879), Épisodes de l'histoire de l'art en Belgique (1883) och L'église et l’ordre social chrétien (1887) med mera.